# Tabular Mountain
Der Tabular Mountain (englisch für Tafelberg) ist ein raumgreifender und 2740 m hoher Berg mit einem abgeflachten Gipfel im ostantarktischen Viktorialand. Er ragt rund 10 km nordnordwestlich des Mount Feather in den Quartermain Mountains auf. 
Teilnehmer der Discovery-Expedition (1901–1904) unter der Leitung des britischen Polarforschers Robert Falcon Scott benannten ihn deskriptiv.